# Obscure Abhorrence Productions
Obscure Abhorrence Productions ist ein 2003 gegründetes deutsches Musiklabel und Mailorder aus Seesen im Landkreis Goslar. Es ist explizit auf Black Metal spezialisiert.
Ein wesentlicher Teil der veröffentlichten Bands stammt aus Deutschland. Darüber hinaus gibt es einige skandinavische Gruppen wie Horned Almighty (Dänemark) oder Horna und Sargeist (Finnland) sowie sogenannte „Exoten“ wie Drowning the Light aus Australien und Sadiztik Impaler aus Singapur im Repertoire.
Mit Stand zum Jahresende 2019 sind bei der Online-Datenbank Discogs über 230 Veröffentlichungen hinterlegt – die erste im Jahr 2003.

## Veröffentlichungen (Auswahl)
| Gruppe                                                            | Titel                                          | Jahr | Kommentar   |
| ----------------------------------------------------------------- | ---------------------------------------------- | ---- | ----------- |
| Bethlehem / Benighted in Sodom                                    | Suizidal-Ovipare Todessehnsucht                | 2009 | Split-EP    |
| Dies Ater                                                         | Hunger for Life                                | 2012 |             |
| Drowning the Light                                                | The Blood of the Ancients                      | 2009 |             |
| Ewiges Reich                                                      | ...Nur frei bei Nacht                          | 2015 |             |
| Horna                                                             | Viha Ja Viikate                                | 2003 | EP          |
| Horned Almighty                                                   | The Devils Music, Songs of Death and Damnation | 2006 |             |
| Karg                                                              | Malstrom                                       | 2014 |             |
| Karg                                                              | Apathie                                        | 2012 |             |
| Mor Dagor                                                         | Necropedophilia                                | 2006 |             |
| Mourning Dawn                                                     | Mourning Dawn                                  | 2009 |             |
| Nazghor                                                           | Death's Withered Chants                        | 2016 |             |
| The Ruins of Beverast / Deathgate Arkanum / Nihil Nocturne / Anti | Gott in uns                                    | 2010 | Split-EP    |
| Sadiztik Impaler                                                  | Sadiztik Syonan - To Supremacy                 | 2005 | LP          |
| Sargeist / Bahimiron                                              | Dead Ravens Memory / The Raping of Flesh       | 2006 | 7"-Split-EP |
| Sentier Des Morts                                                 | Beatus Methodivo                               | 2019 |             |
| Ungod / Sacrilegious Rite                                         | Sexual Blood Rites                             | 2011 | 7"-Split-EP |
| Vanhelga                                                          | Höst                                           | 2012 |             |
| Wintarnaht                                                        | Pestilenz                                      | 2010 |             |